# طواف فلاندرز 2001
طواف فلاندرز 2001 هو سباق دراجات هوائية.